# 10e armée (Frankreich)
Die 10e armée (deutsch 10. Armee) war ein Großverband des französischen Heeres, der sowohl im Ersten als auch im Zweiten Weltkrieg aufgestellt wurde.

## Erster Weltkrieg
Die 10e armée wurde während des „Wettlaufs zum Meer“ in der Frühphase des Ersten Weltkrieges am 5. Oktober 1914 aufgestellt. Sie ging aus dem vier Tage zuvor gebildeten Détachement d’armée de Maud’huy hervor und stand unter dem Befehl von General Louis Ernest de Maud’huy. Unter ihrem Befehl befanden sich zu diesem Zeitpunkt drei Armeekorps (X., XXI. und provisorisches Korps d’Urbal), eine weitere Infanteriedivision sowie das I. und II. Kavalleriekorps. Das Détachement d’armée de Maud’huy war in nördlicher Verlängerung der Front der in der Ersten Artoisschlacht stehenden 2. Armee im Raum Arras bis Loos entstanden und war der 2. Armee taktisch unterstellt. Die Armeegrenze verlief am 5. Oktober bei Berles-au-Bois. Zusammen bildeten die beiden Armeen die provisorische Nordgruppe der französischen Armee (Groupe provisoire du Nord) unter Leitung von General Ferdinand Foch. Das Hauptquartier der 10. Armee befand sich zunächst in Doullens, am 6. Oktober wurde es weiter nördlich nach Saint-Pol-sur-Ternoise verlegt, gemäß der Verlagerung des Kampfgeschehens nach Norden.
Im Zuge der Ersten Flandernschlacht kam es ab dem 22. Oktober zu heftigen Kämpfen gegen die deutsche 6. Armee im Raum La Bassée. Im Winter 1914/15 wurden lokal beschränkte Kämpfe, vor allem im Raum Souchez, geführt. Im Mai und Juni 1915 war die zuvor auf sieben Armeekorps verstärkte Armee, deren Oberbefehl Anfang April General d’Urbal übernommen hatte, zusammen mit der britischen 1. Armee an der Lorettoschlacht (auch Zweite Artoisschlacht) beteiligt. Die dabei erreichten Geländegewinne von lediglich 16 km² standen in keinem Verhältnis zu den zu beklagenden Opferzahlen (ca. 100.000). Zusammengenommen hatten die beiden alliierten Armeen fast das Doppelte an Verlusten gegenüber den Deutschen zu tragen. Dies hielt die Verbündeten nicht davon ab, im Herbst 1915 einen erneuten Anlauf zur Eroberung der strategisch wichtigen Höhen westlich der Ebene von Douai zu unternehmen (Herbstschlacht bei La Bassée und Arras vom 25. September bis Anfang November). Wieder scheiterten die alliierten Angriffe gegen die deutsche 6. Armee unter hohen Verlusten.
Von Februar bis März 1916 wurde der bisherige Frontabschnitt der 10. Armee von britischen Truppen übernommen. Die in ihrem Umfang stark reduzierte Armee bezog am 14. März ihr neues Hauptquartier in Noailles südlich von Beauvais. Anfang April übernahm die 10. Armee, nun unter dem Befehl von General Joseph Micheler stehend, mit drei Armeekorps einen Frontabschnitt gegenüber der deutschen 7. Armee zwischen Pernant und Armancourt. Ihre Nachbarn waren links die 6. Armee und rechts die 5. Armee, das Hauptquartier befand sich in Clermont. Ende Juni wurde rechts von ihr die 3. Armee eingeschoben und das Hauptquartier nach Breteuil verlegt. Im August wurde die Armee wieder auf sechs Armeekorps verstärkt, ab dem 4. September folgten bis November Kämpfe im Rahmen der Schlacht an der Somme. Die linke Armeegrenze wurde dabei im Laufe der Zeit bis an die Somme erweitert.
Im Januar und Februar 1917 wurden die Frontverbände der 10. Armee wiederum von britischen Truppen abgelöst. Das nun unter dem Befehl von Denis Auguste Duchêne stehende Hauptquartier wurde aus der Front gezogen und nach Nogent-sur-Seine verlegt, wo es sich auf den späteren Einsatz in der Nivelle-Offensive als Teil der Groupe d’Armées de Réserve vorbereitete. Vom 21. April bis zum 8. Mai wurde die Armee mit sechs Armeekorps in der Zweiten Aisneschlacht eingesetzt, wobei sie im Zentrum der Front auf den Chemin des Dames vorrückte. Die Ende April ausgebrochenen und mehrere Monate andauernden Meutereien in der französischen Armee verhinderten eine Fortführung der Offensive.
Nach der italienischen Niederlage in der Zwölften Isonzoschlacht im Oktober 1917 wurde das Oberkommando der 10. Armee am 28. Oktober aus der Front gezogen, um mit mehreren unterstellten Divisionen per Eisenbahn nach Italien verlegt zu werden. Das Hauptquartier befand sich anfangs in Verona, ab Mitte November in Brescia und ab Anfang Dezember, nach der Übernahme eines Abschnitts der Piavefront, in Castelfranco Veneto. Hier übernahm am 11. Dezember General Paul Maistre den Oberbefehl. Dieser unterstand dem französischen Oberbefehlshaber in Italien, General Émile Fayolle. Nach dem Beginn der deutschen Frühjahrsoffensive am 21. März 1918 begann die Ablösung der französischen durch italienische Truppen. Ab dem 26. März wurde die Armee, abzüglich des XII. Armeekorps, das in Italien blieb, zurück an die Westfront transferiert, wo sie im Raum Amiens–Doullens versammelt wurde. Sie stand zu diesem Zeitpunkt, ab Mitte April, als strategische Reserve unter dem direkten Befehl des alliierten Oberkommandos unter Marschall Ferdinand Foch. Nach dem Beginn des deutschen Angriffs an der Aisne (Dritte Aisneschlacht) Ende Mai erfolgte der Transport per Eisenbahn in die Region südlich von Compiègne. Die Armee übernahm am 2. Juni einen Frontabschnitt zwischen der 3. und 6. Armee im Raum Villers-Cotterêts. Bei der Abwehr der deutschen Angriffe kamen hier auch Panzer zum Einsatz. Bis Juli 1918 fanden im Einsatzgebiet der nun unter dem Befehl von General Charles Mangin stehenden Armee immer wieder lokale Gefechte mit den deutschen Truppen statt.
Am 18. Juli, drei Tage nach dem Beginn eines neuerlichen Angriffs der Deutschen bei Reims, ging die 10. Armee, unterstützt von bis zu 200 Panzern, aus dem Wald von Villers-Cotterêts zum Gegenangriff über (Zweite Marneschlacht). Dabei unterstand ihr zeitweise das amerikanische I Corps und eine britische Division. Im Verlauf der nachfolgenden Kämpfe wurde am 2. August Soissons befreit. Ab 17. August wurde die Offensive erneut aufgenommen, diesmal gegen den Frontbogen von Noyon. Dabei wurde die Vauxaillon–Laffaux-Ecke eingedrückt und bis auf die Linie Vailly-sur-Aisne–Barisis-aux-Bois vorgerückt. Am 28. September leiteten die Deutschen hier einen Rückzug ein, dem die 10. Armee nachrückte. Dabei wurde am 13. Oktober Laon befreit. In der zweiten Oktoberhälfte stand die Armee in Kämpfen an der Serre nordöstlich Laon. Am 27. Oktober wurde das Hauptquartier aus der Front gelöst, die vorgesehene neue Verwendung war ein Angriff auf das Gebiet der Saar. Hierfür wurde das Hauptquartier Anfang November nach Tantonville in Lothringen verlegt. Dieser geplanten Offensive kam der Waffenstillstand zuvor.

## Besetzung des Rheinlandes
Nach dem Waffenstillstand wurde die Armee bis Oktober 1919 zur Besetzung des Rheinlandes verwendet. General Mangins Hauptquartier wurde im Mainzer Deutschhaus bezogen. Zu letzterem Zeitpunkt wurde sie mit der in der Pfalz stehenden 8e armée zur Armée française du Rhin vereinigt.

## Zweiter Weltkrieg
Im Zweiten Weltkrieg wurde während des deutschen Westfeldzugs am 31. Mai 1940 am Unterlauf der Seine erneut eine 10e armée aufgestellt. Nach dem Zusammenbruch der Front an der Somme am 5. und 6. Juni 1940 begann die letzte Phase der Schlacht um Frankreich. Für die Alliierten wurde es entscheidend, sich an der Seine zu erholen, um zu versuchen, die Deutschen aufzuhalten. Aus diesem Grund wurde eine neue 10. Armee aus dem Nichts geschaffen, um die Front an der unteren Seine zu halten. Sie stand unter dem Befehl von General Robert Altmayer.
Nach der Evakuierung des größten Teils der British Expeditionary Force (BEF) aus Dünkirchen in der Operation Dynamo operierte die 10. Armee gemeinsam mit der verbliebenen 2nd BEF (unter anderem 51st (Highland) Division). Die 2nd BEF wurde mit Juni in der Operation Aerial aus den französischen Atlantikhäfen evakuiert. Die 10. Armee war währenddessen von deutschen Truppen der Heeresgruppe B im „Fall Rot“ in die Normandie zurückgedrängt, eingekreist und zerschlagen worden, General Altmayer geriet am 19. Juni in Rennes während des von ihm geplanten Rückzuges in ein réduit Breton in der Bretagne in deutsche Kriegsgefangenschaft.

### Ad hoc Zusammensetzung der 10. Armee

#### Truppen der 3. Militärregion (Armeekorps D, General Duffour)
- 236. leichte Infanteriedivision (General Agathon Deligne, ein Infanterieregiment und eine 75er-Abteilung)
- Reste der 17. leichten Infanteriedivision (General Darde, ein Stab, ein Infanterieregiment und sieben Kanonen)
- 1., 2., 4. und 5. motorisierte Kavallerie-Freiheitsgruppe
- Bataillon des 131. Infanterieregimentes; zwei Depotbataillone; ein Zollbataillon; zwei 75er- und zwei 220er-Gruppen;
- britische „Division“ Beauman (drei Bataillone mit Personal aus den Abteilungen der 51. Highland Division, der britischen Basis in Le Havre und dem Kommunikationsdienst).

#### 3. Armeekorps (General de la Laurencie)
- 237. leichte Infanteriedivision (General François, ein Infanterieregiment, zwei 75er Gruppen, eine reduzierte Aufklärungsgruppe der Infanteriedivision)
- 3. leichte Kavalleriedivision (General Petiet, von der Somme)
- leichte Panzerzüge der 1st Armoured Division (General Evans, von der Somme)
- Pionierbataillon aus der ersten 10. Armee.

#### Motorisiertes Kavalleriekorps Langlois
- 1. leichte mechanische Division DLM (General de Beauchesne)
- 2. leichte mechanische Division DLM (General Gabriel Bougrain, tatsächlich nie der 10. Armee beitreten wird)
- 3. leichte mechanische Division DLM (General Roger Testard)

#### Artillerie des Armeekorps
- Einheiten der Armeeartillerie, ein 155-Langregiment und eine 220-Gruppe (General Peillon).